# Álvaro Melián Lafinur
Álvaro Octavio Melián Lafinur (16 de mayo de 1891–14 de diciembre de 1958) fue un poeta, crítico literario, profesor universitario y diplomático argentino.
Hijo del jurista uruguayo Guillermo Melián Lafinur,sobrino del jurista uruguayo Luis Melián Lafinur y primo del escritor Jorge Luis Borges.
Tuvo a su cargo la publicación de una traducción por Borges de la obra de Oscar Wilde El príncipe feliz.
Formó parte del Colegio Novecentista y fue uno de los fundadores de la Sociedad Argentina de Escritores.